# میلی ویتاله
میلی ویتاله (ایتالیایی: Milly Vitale؛ ‏ ۱۶ ژوئیهٔ ۱۹۳۳ – ۲ نوامبر ۲۰۰۶) بازیگر اهل ایتالیا بود.
از فیلم‌هایی که وی در آن نقش داشته‌است، می‌توان به اعتراض عمومی، به‌خاطر تو مرتکب گناه شده‌ام، جنگ و صلح، دختر ماتا هاری و انتقام دزدان دریایی اشاره کرد.